# Halcyon cyanoventris
Halcyon cyanoventris е вид птица от семейство Halcyonidae.

## Разпространение
Видът е разпространен в Индонезия.